# Samuel Néva
Samuel Néva (Le Mans, 15 mei 1981) is een voormalig Frans voetballer. Néva was een verdediger.

## Carrière
Néva startte z'n carrière bij Stade Lavallois in de Division 2. Hij speelde in eigen land ook bij Le Havre en Grenoble, eveneens in de Franse tweede divisie. Nadat hij bij Grenoble op een zijspoor was geraakt, verhuisde hij in januari 2007 naar de Belgische eersteklasser FC Brussels. Op het einde van het seizoen stapte hij over naar neo-eersteklasser FC Dender, waar hij twee seizoenen speelde. Van 2009 tot 2012 speelde hij voor het Cypriotische Apollon Limassol.